# Flettner Fl 185
Flettner Fl 185 byl německý experimentální gyrodyn vyvinutý Antonem Flettnerem v druhé polovině 30. let 20. století. Konstrukce Fl 185 navázala na nepostavený prototyp vírníku Flettner Fl 184 V3. 
Roku 1935 představil Flettner vírník Fl 184, který vzbudil zájem Kriegsmarine. Ale než mohlo dojít k jeho zkouškám pro přijetí u německého námořnictva, byl Fl 184 zničen při nehodě.
S podporou námořnictva pak vznikl Fl 185. Od předchozího Fl 184 se odlišoval příďovým podvozkem, ale především byl vybaven třílistým hlavním rotorem a dvojicí vyrovnávacích vrtulí. Nenacházely se na ocasní části trupu, jak bývá zvykem u vrtulníků, ale na pylonech na přední části trupu. Pravá vrtule byla v tažném uspořádání, levá vrtule v tlačném. Fl 185 měl mít možnost využívat k letu tyto vrtule i v případě, že pro let využíval režim autorotace, tedy když nebyl hlavní rotor poháněn. O pohon se staral sedmiválcový hvězdicový motor Sh14A, umístěný v přední části trupu. Z důvodu chlazení motoru byl Fl 185 vybaven ještě drobnou vrtulí, která zajišťovala přívod vzduchu k motoru.
Testovací pilot Emil Arnolt provedl roku 1938 sérii úspěšných testů, při nichž dosáhl rychlosti 65 km/h. Na palubní zkoušky ale již nedošlo.
Jediný postavený kus Flettneru Fl 185 létal pod označením D-EFLT.
Na základě Fl 185 byl později vyvinut Flettner Fl 265.

## Specifikace (Fl 185)
Technické údaje
- Posádka: 1
- Pohonná jednotka: sedmiválcový vzduchem chlazený hvězdicový motor BMW-Bramo Sh14A[pozn. 1] o výkonu 111,85 kW (152 k)
- Průměr hlavního rotoru: 12 m
- Plocha rotoru: 113,097 m²
- Prázdná hmotnost: 771 kg
- Vzletová hmotnost: 898 kg

Výkony
- Dosažená rychlost: 65 km/h